# Чувашские Тимяши
Чува́шские Тимя́ши (чув. Чӑваш Тимеш) — село в Ибресинском районе Чувашской Республики. Административный центр Чувашско-Тимяшского сельского поселения.

## География
Находится в центральной части Чувашии на расстоянии приблизительно 7 км на восток по прямой от районного центра поселка Ибреси.

## История
Известна с 1768 года. В 1859 году учтено 61 двор и 477 жителей, в 1879 92 двора и 549 человек, в 1920 1025 жителей, в 1970 1301 человек, в 1989 году — 946 человек, в 1999 году — 279 дворов. В период коллективизации работал колхоз «Большевик».

## Население
Население составляло 915 человек (чуваши 99 %) в 2002 году, 850 в 2010.